# Unjha
Unjha är en ort i Indien.   Den ligger i distriktet Mahesāna och delstaten Gujarat, i den västra delen av landet, 700 km sydväst om huvudstaden New Delhi. Unjha ligger 116 meter över havet och antalet invånare är 54 620.
Terrängen runt Unjha är platt. Runt Unjha är det tätbefolkat, med 683 invånare per kvadratkilometer. Unjha är det största samhället i trakten. Trakten runt Unjha består till största delen av jordbruksmark.